# Love Shack
«Love Shack» es una canción de la banda de rock The B-52's. Originalmente lanzada en 1989 en su álbum Cosmic Thing, el sencillo fue el mayor éxito musical de la banda y el primero del que se vendieron un millón de copias. También fue la primera canción de la banda en ingresar en el Billboard Top 40, alcanzando el número 3, consiguiendo también el número 2 en la lista de sencillos del Reino Unido, y siendo el número 1 durante ocho semanas en Australia, así como el número 1 en la lista US Modern Rock Tracks.

## En la cultura popular
"Love Shack" ha aparecido en los siguientes medios:
- En 1999, los B-52 interpretan una parodia de "Love Shack" titulada "Glove Slap" ("Golpe del guante" en español), grabada para el quinto episodio de la undécima temporada de la serie animada Los Simpson. Se oye durante la secuencia en que Homer Simpson golpea a los habitantes de Springfield con su guante.
- En el 2002, la canción "Love Shack" fue incluida en la banda sonora de la serie Queer as Folk en el episodio número 7 de la temporada 2 (2x07), cuando Brian pone éxtasis en un recipiente de ponche en la fiesta que Lindsay ofrecía a sus padres, para animarla luego del desaire de ellos.
- En 2012, la canción fue interpretada en el episodio de Glee "Heart" cantada por Blaine Anderson (Darren Criss), Kurt Hummel (Chris Colfer) y Mercedes Jones (Amber Riley).
- En Chile, fue incluida en la banda sonora de la teleserie de Chilevisión Graduados.
- En 2017, esta canción fue usada para realizar el Lip Sync For Your Life, entre Kimora Blac y Jaymes Mansfield, participantes de la novena temporada del Reality Show RuPaul's Drag Race.

## Lista de canciones

### Sencillo Reino Unido
1. «Love Shack» (Versión sencillo) — 4:20
2. «Love Shack» (LP Versión) — 5:21

### Sencillo 12" (Estados Unidos) / CD maxi-sencillo
1. «Love Shack» (12" Remix) — 8:00
2. «Love Shack» (Remix/Edit) — 4:07
3. «Channel Z» (12" Rock Mix) — 6:24
4. «Love Shack» (12" Mix) — 6:10
5. «Love Shack» (A Capella) — 3:56
6. «Love Shack» (Big Radio Mix) — 5:31

## Posicionamiento en listas
| Listas (1989-1990)                              | Posición |
| ----------------------------------------------- | -------- |
| Australia (ARIA)                                | 1        |
| Bélgica (Flandes) (Ultratop 50)                 | 12       |
| Bélgica (VRT Top 30 Flanders)                   | 9        |
| Canadá (RPM 20 Dance Singles)                   | 8        |
| Canadá (RPM 30 Retail Singles)                  | 3        |
| Canadá (RPM 100 Singles)                        | 5        |
| Francia (SNEP)                                  | 42       |
| Irlanda (IRMA)                                  | 1        |
| Países Bajos (Dutch Top 40)                     | 18       |
| Países Bajos (Mega Single Top 100)              | 15       |
| Nueva Zelanda (Recorded Music NZ)               | 1        |
| UK (Official Charts Company)                    | 2        |
| US Billboard Hot 100                            | 3        |
| US Billboard Hot Dance Club Play                | 7        |
| US Billboard Hot Dance Music/Maxi-Singles Sales | 11       |
| US Billboard Modern Rock Tracks                 | 1        |